# Holger Bauroth
Holger Bauroth (né le 7 février 1965 à Suhl) est un fondeur allemand.

## Palmarès

### Jeux olympiques
| Épreuve / Édition | Calgary 1988 | Albertville 1992 |
| 15 km             | 21e          |                  |
| 30 km             | 22e          | 28e              |
| 50 km             | 5e           | 26e              |
| 4 × 10 km         |              | 6e               |

### Championnats du monde
| Épreuve / Édition | Lahti 1989 |
| 15 km             | 9e         |
| 30 km             | 11e        |

### Coupe du monde
- Meilleur classement final: 4e en 1988.
- Meilleur résultat: 2e.